# چهارصفه محمد صالح
چهار صفه محمد صالح مربوط به دوره صفوی است و در شهرستان خاتم، بخش مروست، شهر مروست، بافت تاریخی واقع شده و این اثر در تاریخ ۱۸ شهریور ۱۳۸۷ با شمارهٔ ثبت ۲۳۱۶۱ به‌عنوان یکی از آثار ملی ایران به ثبت رسیده است.